# Vústra
Vústra je přírodní památka v okrese Semily. Leží asi 1,3 km severně od obce Olešnice a podobně daleko východně od obce Všeň. Tvoří ji stejnojmenný rybník s přilehlou slatinnou loukou. Předmětem ochrany je mokřadní biotopu s výskytem zvlášť chráněných druhů rostlin a živočichů a udržení odpovídajících podmínek pro jejich rozvoj. Oblast spravuje Agentura ochrany přírody a krajiny ČR – regionální pracoviště Liberecko. Chráněné území bylo vyhlášeno 1. ledna 1996 a jeho rozloha je 2,26 hektaru. Území památky je volně přístupné, po jejím okraji vede značená turistická stezka.

## Etymologie
Na starších mapách se uvádí „V ústře“ a dodnes se název lokality píše s „ú“ místo „ů“. Místními obyvateli je používán též tvar „Vústří“. Podle ústní tradice je název odvozen ze slovního spojení „v ústrety“ (naproti). Nabízí se též odvození od slova „Ostrý“ resp. „Ostrá“, jak byl označován kopec na jihozápadní straně údolí. Třetím možným vysvětlením je hojný výskyt ostřice.

## Příroda
Slatinnou louku s malým svahovým prameništěm a rybníček obklopují lesy s převážně smrkovým porostem. Pod hrází je z části zachována údolní olšina. Údolí je ohraničeno pískovcovými skalními věžemi. Na severu na vrchu Kozlov jsou pozůstatky skalního hradu Chlum-Kozlov.
V mokřadu se nachází vzácné společenstvo mokřadních druhů. Roste zde suchopýr úzkolistý (Eriophorum angustifolium), violka bahenní (Viola palustris) nebo ostřice Davallova (Carex davalliana). Na tyto porosty navazuje pcháčová louka na které se vyskytují upolín nejvyšší (Trollius altissimus) či prstnatec májový (Dactylorhiza majalis). Louka se pravidelně kosí.
Celkem bylo na území Vústry napočítáno přes třicet obratlovců. Oblast obývají především ptáci volavka popelavá (Ardea cinerea), ledňáček říční (Alcedo atthis). V rybníku žije množství obojživelníků ropucha obecná (Bufo bufo), skokan hnědý (Rana temporaria), čolek obecný (Lissotriton vulgaris) nebo čolek horský (Ichthyosaura alpestris). V rybníčku se chovají ryby.

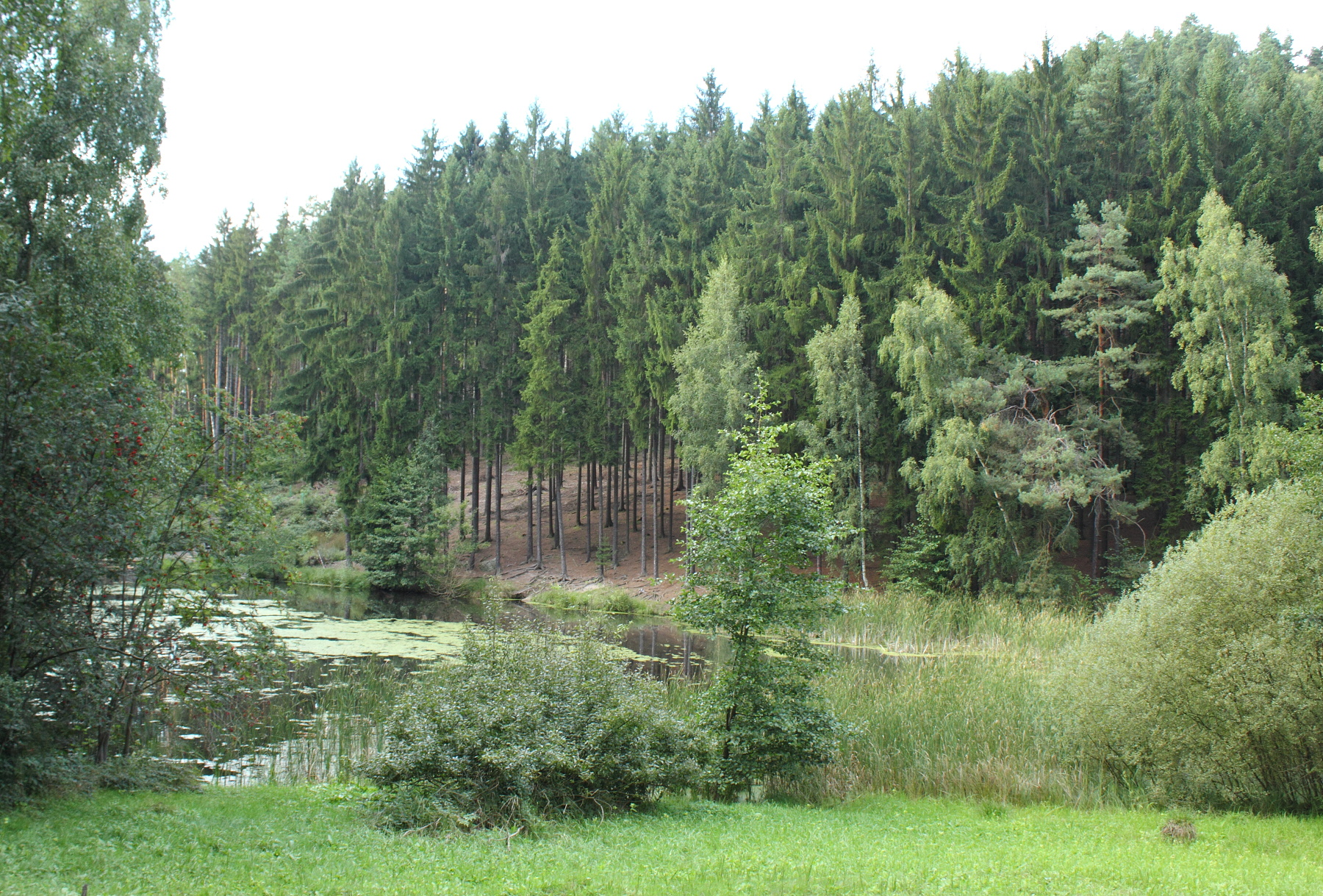
Pohled od nízkoostřicové louky
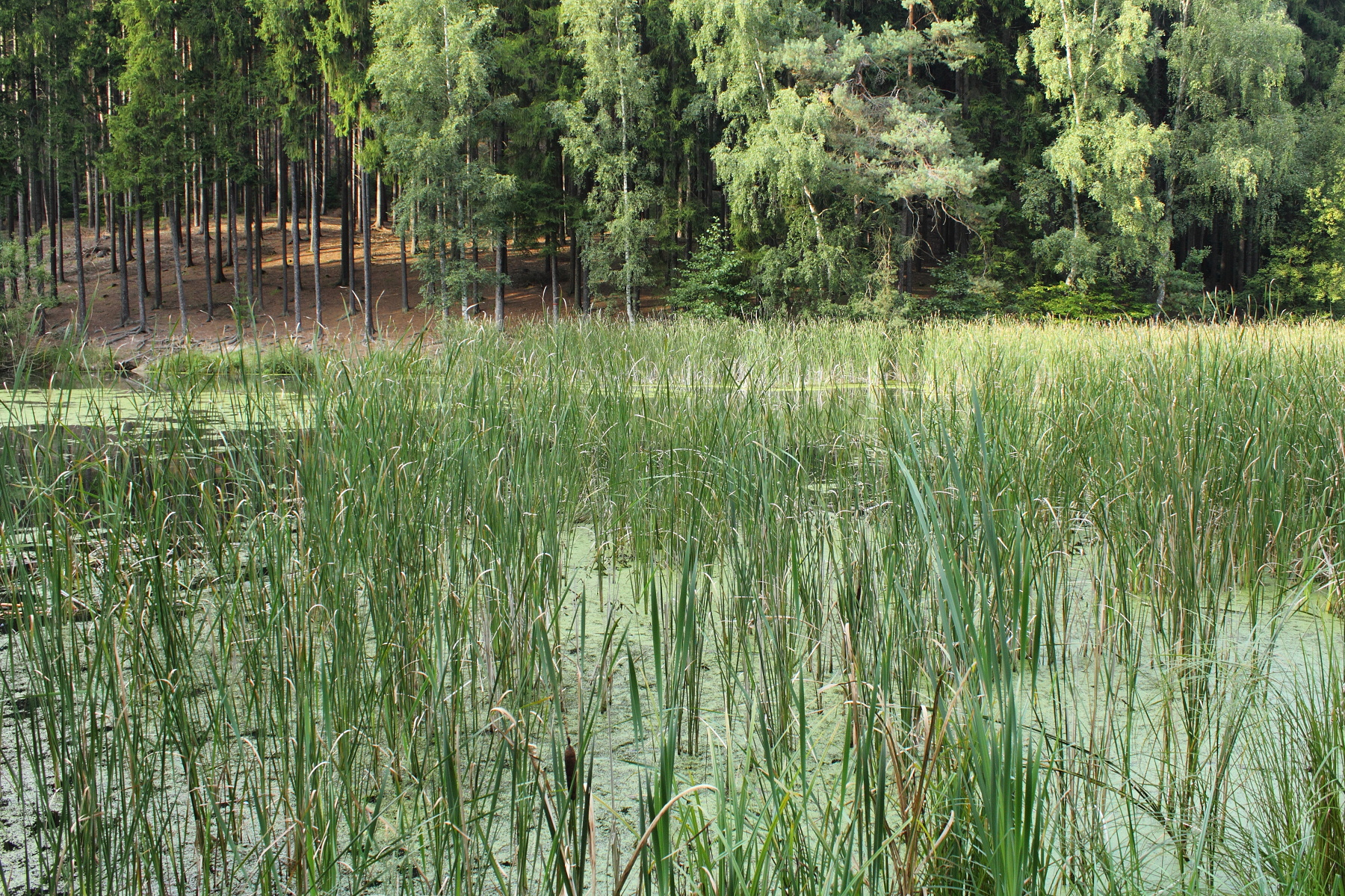
Porost rákosí
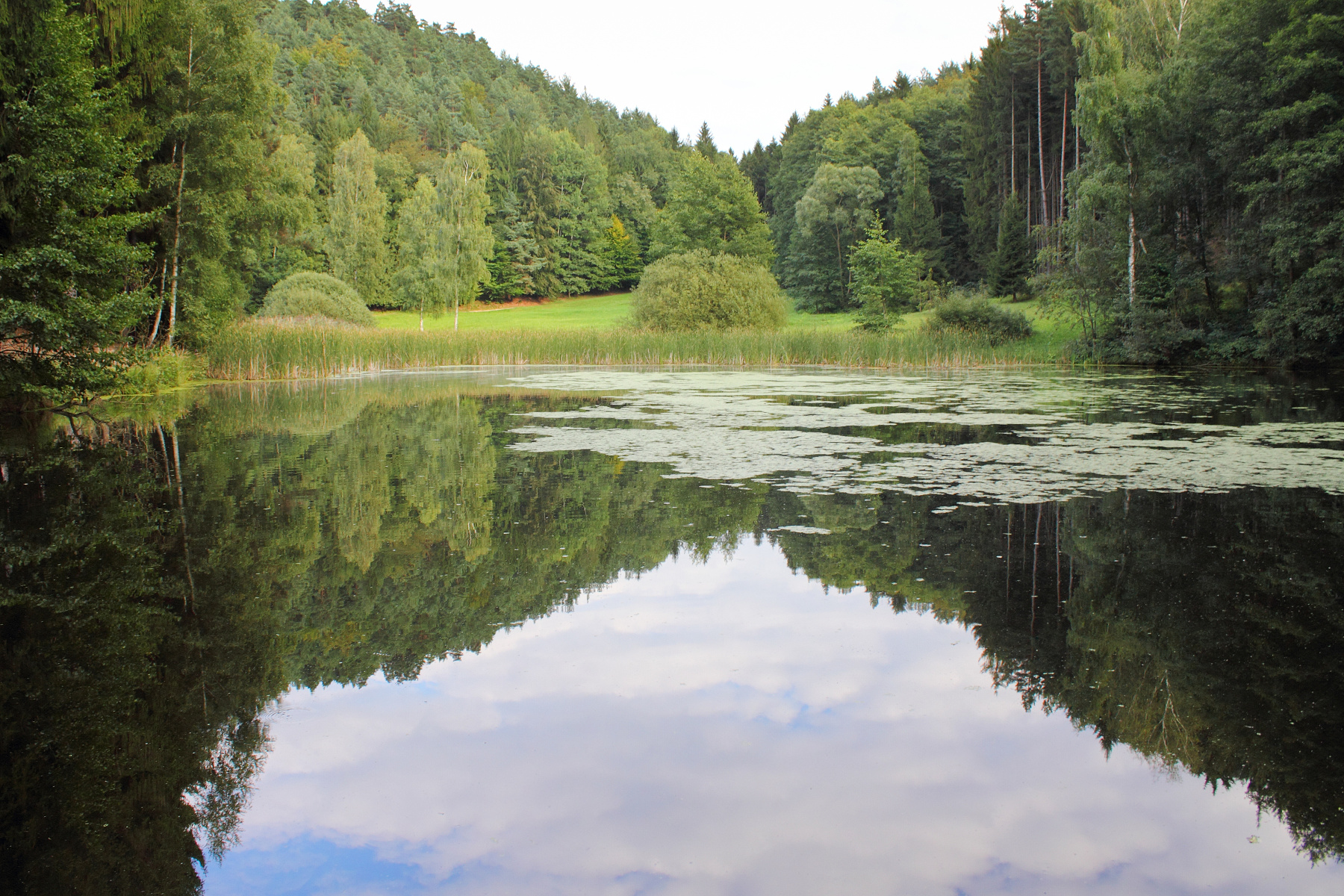
Pohled na PP od hráze rybníčku